# Mehdia
Mehdia (auch Mahdia oder Mehdiya; arabisch المهدية, Zentralatlas-Tamazight ⵎⵀⴷⵉⵢⴰ) ist eine marokkanische Küstenstadt am Atlantik mit knapp 60.000 Einwohnern in der Provinz Kénitra in der Region Rabat-Salé-Kénitra.

## Lage und Klima
Mehdia liegt gut 10 km westlich der Provinzhauptstadt Kénitra bzw. ca. 45 km nordöstlich von Rabat an der Mündung des Oued Sebou in den Atlantischen Ozean in einer Höhe von ca. 5 bis 40 m. Das Klima ist gemäßigt bis warm und wird in hohem Maße vom Meer beeinflusst; Regen (ca. 570 mm/Jahr) fällt nahezu ausschließlich im Winterhalbjahr.

## Bevölkerung
| Jahr      | 1994  | 2004   | 2014   | 2024   |
| Einwohner | 5.905 | 16.262 | 28.636 | 58.558 |

Ein Großteil der heutigen Bevölkerung ist berberischer Abstammung und seit den 1960er Jahren aus den Berg- und Wüstenregionen Marokkos zugewandert. Aber auch einige wohlhabende Familien haben sich hier niedergelassen oder Ferienwohnungen gebaut.

## Wirtschaft
Mehdia war bis zum Beginn des 20. Jahrhunderts ein kleines Fischerdorf; seitdem hat sich der Ort zu einem überschaubaren Urlaubsort entwickelt und bietet alles Notwendige für Einheimische und Touristen.

## Geschichte

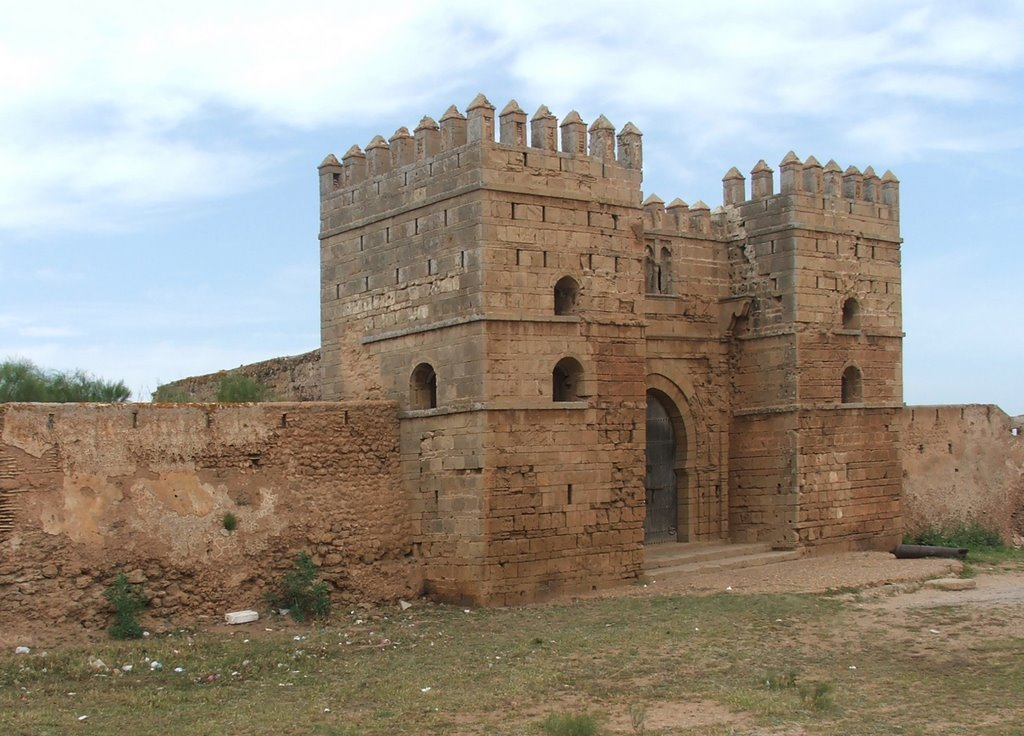
Das imposante Tor der almohadischen Festung (kasbah) von Mehdia wurde – nach Zerstörungen im Zweiten Weltkrieg – in den 1950er und 1960er Jahren wieder aufgebaut.

Man vermutet, dass bereits die Phönizier im 5. Jahrhundert v. Chr. hier einen Handelsplatz mit Namen Thymiaterion gründeten, doch fehlen bislang – wie auch aus der Römerzeit – entsprechende archäologische Befunde.
Unter den islamischen Almoraviden (reg. 1046–1147) hieß der Platz al-Maamora. Im 12. Jahrhundert nutzte der almohadische Kalif Abd al-Mu'min (reg. 1130–1163) den Platz für den Schiffbau aus Eichenstämmen aus dem nahegelegenen Mamora-Wald. Sein indirekter Nachfolger Abū Yūsuf Yaʿqūb al-Mansūr (reg. 1184–1199) ließ oberhalb der Sebou-Mündung eine Festung (kasbah) erbauen. Die im Jahr 1515 hier erstmals belegten Portugiesen konnten sich nur wenige Monate halten. Danach entwickelte sich der Platz zu einem Piratennest, welches jedoch im Jahr 1614 von den Spaniern eingenommen wurde, die sich hier knapp 70 Jahre lang festsetzen konnten; im Jahr 1681 eroberte der Alaouiten-Sultan Moulay Ismail (reg. 1672–1727) die Stadt zurück.

## Sehenswürdigkeiten
- Strände, Überpromenade und Stadtbild sind durchaus ansehenswert.
- Wichtigstes historisches Monument sind die Ruinen der almohadischen Festung mit ihrem imposanten rekonstruierten Torbau.